# Flexipop
Flexipop est un magazine musical britannique publié entre 1980 et 1983, principalement consacré au mouvement musical new wave. Il avait la particularité d'être accompagné d'un disque flexible (d'où son nom). Ces disques présentaient la production musicale du moment.

## Série de compilations
Une série de compilations, portant le même nom, circulent depuis plusieurs années sur les réseaux peer-to-peer (notamment celui du logiciel Soulseek). Elles n'ont pas de lien direct avec le magazine et présentent des groupes obscurs de new wave, cold wave ou synthpop de la première moitié des années 1980. On peut y trouver également des morceaux rares d'artistes plus connus (Soft Cell, Visage). Plusieurs groupes français, comme Metal Boys, Martin Dupont, Guerre froide ou Moderne, y figurent aussi. 
- Return to flexipop no 1 à no 10
- Tribute to flexipop no 1 à no 10
- New Wave Complex no 1 à no 12
- Tribute to some bizarre no 1 à no 9
- Shockwaves no 1 à no 10